# Verbascum nusaybinense
Verbascum nusaybinense är en flenörtsväxtart som beskrevs av Hub.-mor.. Verbascum nusaybinense ingår i släktet kungsljus, och familjen flenörtsväxter. Inga underarter finns listade i Catalogue of Life.